# Francesco Rapazzini
 (novembre 2013).
Francesco Rapazzini (né en 1961) est un écrivain, journaliste, comédien et metteur en scène italien. Il réside à Paris depuis 1995.

## Biographie
Francesco Rapazzini est né le 11 février 1961 et a grandi entre Venise et Milan. Depuis 1995, il vit à Paris. Correspondant pour différents magazines italienset pour la radio italienne, il écrit des romans, des nouvelles et des biographies, aussi bien en italien qu'en français. Il est notamment l'auteur d'Un soir chez l'Amazone (Fayard, 2001), d’Élisabeth de Gramont (Fayard, 2004), de Damia. Une diva française (Éditions Perrin, 2010), qui a obtenu le prix Pelléas en 2011 et d'Indomptables. À l'avant-garde du XXe siècle (Éditions é-dite), réunissant des essais biographiques des sœurs Ève Paul-Margueritte et Lucie Paul-Margueritte, de Gerda Wegener, de Lise Deharme, de Michel-Marie Poulain et de Marcelle Routier. En 2004, il a écrit le livret d'un oratorio pour soprano et enfants, Le Pingouin inélégant, musique d'Yvon Bourrel, (récitant, chant, piano ou ensemble instrumental  et quatuor à cordes, op. 117). 
Son univers est essentiellement l'univers féminin. « Mon arrière-grand-mère était un peintre italien de renom, sa sœur, une dramaturge, l'une de mes grands-tantes a été poétesse, une autre sculptrice, ma mère est écrivaine et sa cousine peintre. J'ai, en somme, baigné depuis ma naissance dans une lignée de femmes artistes ».

## Livres en français
- 2001 : Un soir chez l'Amazone (Fayard), roman  (ISBN 978-2-213-60949-2)
- 2004 : Élisabeth de Gramont, avant-gardiste (Fayard), biographie  (ISBN 978-2-213-61897-5)
- 2010 : L'Absente (Éditions Portaparole), roman  (ISBN 978-8-889-42180-2)
- 2010 : Damia. Une diva française (Éditions Perrin), biographie  (ISBN 978-2-262-03403-0) ; rééd. Bartillat, 2020
- 2011 : De l'utilité de la fièvre (Éditions Zanpano), nouvelles, illustrations de Marie Mallard,  (ISBN 978-2-915-75722-4)
- 2013 : Indomptables. À l’avant-garde du XXe siècle (Éditions e-dite), biographies  (ISBN 978-2-846-08344-7)
- 2016 : Le Moulin Rouge en folies. Quand le cabaret le plus célèbre du monde inspire les artistes (Le cherche midi), essai  (ISBN 978-2-7491-5423-7)
- 2018 : Un été vénitien (Éditions Bartillat), roman  (ISBN 978-2-84100-656-4)

## Livres en italien
- 1988 : Augusta de Buzzaccarini (Parisato), monographie, catalogue
- 1992 : Fotografie (Grafimex), nouvelles, présentation d'Erica Jong, illustrations de Michaela De Favari
- 2001 : Lo sguardo doppio dell'amore (Sylvestre Bonnard Editore), roman,
- 2007 : La duchessa rossa. Élisabeth de Gramont da Proust a Marx (Sylvestre Bonnard Editore), biographie  (ISBN 978-8-889-60932-3)
- 2007 : Realtà (Pulcinoelefante), aphorisme, illustration de Bicefaliko
- 2007 : Spine (Pulcinoelefante), aphorisme, illustration de Bicefaliko
- 2011 : L'assente (Edizioni Portaparole), roman  (ISBN 978-8889421949)
- 2017 : Ritratto di Bice. La vita di Bice Brichetto 1926-2012 (L'amazone retrouvée), biographie

## Livre en anglais
- 2020 : A Night at the Amazon's (Livres audio Audible), audio-livre lu par Suzanne Stroh (ASIN B08KQCTZ1T)

## Œuvres collectives en français
- 2011 : Anton Prinner, du trans-genre à la transcendance (in Inverses no 11, Société des Amis d'Axieros)
- 2012 : Élisabeth de Gramont, une vie entre Proust et Marx (in Genre, Arts, Société : 1900-1945, avant-propos d'Anne E. Berger, Société des Amis d'Axieros)
- 2016 : Giudecca, l'île des désirs (in Venise. Histoire, promenades, anthologie & dictionnaire (sous la direction de D. Gachet et A. Scarsella, Robert Laffont)  (ISBN 978-2-221-12874-9)
- 2019 : Une perruque avec des boucles noires et Sabine (in La NRF, La Nouvelle Revue française N° 635 - La littérature d’aujourd’hui, Gallimard), nouvelles  (ISBN 9782072845314)

## Œuvres collectives en italien
- 1997 : I fiori di Bice Ajroldi (in I fiori di Bice Ajroldi. Nature morte e tableaux vivants, Zanfi)
- 1998: Il maestro del colore (in Ken Scott, il giardiniere della moda, Zanfi)
- 2002 : Toulouse-Lautrec. Elles e le altre (in L'Oggetto libro 2001, Sylvestre Bonnard Editore)
- 2010 : Parigi (Rizzoli)
- 2013 : Sì, è il Re! Le memorie private di un sovrano (Nova Charta Editori), essai biographique,  (ISBN 978-8-895-04730-0)

## Œuvres collectives en anglais (américain)
- 2005 : Élisabeth de Gramont, Natalie Barney's "eternal mate" (in Natalie Barney & her cercle, introduction Melanie Hawthorne, South Central Review, vol. 22, no 3, Jones Hopkins University Press)

## Autres
- 1999 : Postface à Quelques portraits sonnets de femmes de Natalie Clifford Barney (L’Amazone retrouvée)
- 2006 : Introduction et notes à Correspondance d’Élisabeth de Gramont et Liane de Pougy (L’Amazone retrouvée)
- 2009 : Introduction à Parole scolpite de Augusta de Buzzaccarini (L’Amazone retrouvée)
- 2009 : Introduction à Poesie d’Emilia Brichetto (L’Amazone retrouvée)
- 2020 : Introduction à Poesie In lingua rustica padovana de Antonio Buzzaccarini (Nova Charta)
- 2022 : Introduction, postface et notes à L'adultère ingénue de Natalie C. Barney (Éditions Bartillat) (ISBN 978-2-84100-726-4)
- 2023 : Préface à Je suis tienne irrévocablement, correspondance de Renée Vivien et Natalie C. Barney (Bartillat), Paris, 304 p.  (ISBN 978-2841007516)